# Marc Ducret
Marc Ducret (født 19. april 1957 i Paris) er en fransk avantgarde jazzguitarist, der er bedst kendt for sin meget markante spillestil.[kilde mangler] Stilen er yderst original og meget ekspressiv,[kilde mangler] og siden begyndelsen af 1990'erne har Marc Ducret udgivet et hav af eksperimenterende albums[kilde mangler] blandt andet sammen med saxofonisten Tim Berne.
Senest har Marc Ducret færdiggjort fjerde og sidste del af sin Tower'-kvadrologi, der er baseret på Vladimir Nabokovs roman Ada eller Ardor,[kilde mangler] og i slutningen af 2013 blev han indsat som adjungeret professor ved Syddansk Musikkonservatorium og Skuespillerskole.